# Гладков, Александр Иванович
Алекса́ндр Ива́нович Гладко́в (25 марта (6 апреля) 1882 года, слобода Старая Сотня Пензенской губернии, ныне село Наровчат — 6 (19) марта 1906 года, остров Березань в Чёрном море, ныне Николаевский район Николаевской области) — российский революционер, один из руководителей Севастопольского восстания в ноябре 1905 года.

## Биография
Родом из крестьян Пензенской губернии. До призыва на военную службу трудился рабочим. С молодости принимал активное участие в деятельности пензенской группы большевистской фракции Российской социал-демократической рабочей партии (РСДРП).
В 1903 году призван на воинскую службу по месту приписки отца в Наровчате и направлен на Императорский Черноморский флот. Непосредственно перед Севастопольским восстанием — машинист 2-го класса на бронепалубном крейсере «Очаков».
В июне 1905 года участвовал в работе руководящего центра, занимавшегося организацией вооружённого выступления на Черноморском флоте.
Во время восстания на корабле Гладков был избран депутатом от матросов крейсера, также являлся председателем корабельного комитета и членом матросской комиссии, осуществлявшей руководство ноябрьским выступлением.
Вместе с лейтенантом Петром Шмидтом был направлен в качестве делегата на совещание флотской дивизии для подготовки всеобщего вооружённого восстания на Черноморском флоте.
После подавления выступления на крейсере «Очаков» арестован и предан военно-морскому суду севастопольского порта. Из 41 подсудимого на процессе четверо — Шмидт, комендор Никита Антоненко, Гладков и старший баталер Сергей Частник — были приговорены к смертной казни. Машинисты Гладков и Родион Докунин (он же Кукушкин) были признаны в обвинительном акте «главными организаторами мятежа на крейсере с самого начала волнений среди команды».
6 (19) марта 1906 года четверо приговорённых к смертной казни участников восстания были расстреляны на острове Березань в Чёрном море.

## Увековечивание памяти
31 января 1926 года пленум Севастопольского горсовета рабочих, красноармейских, крестьянских и военморских депутатов избрал Шмидта, Антоненко, Гладкова, Частника и Афанасия Матюшенко (также казнённого одного из организаторов восстания на броненосце «Потёмкин») Почётными членами горсовета.
В 1939 году в память о Гладкове была переименована Григоровская улица в Ленинграде.